# Kolej linowa Weissenstein

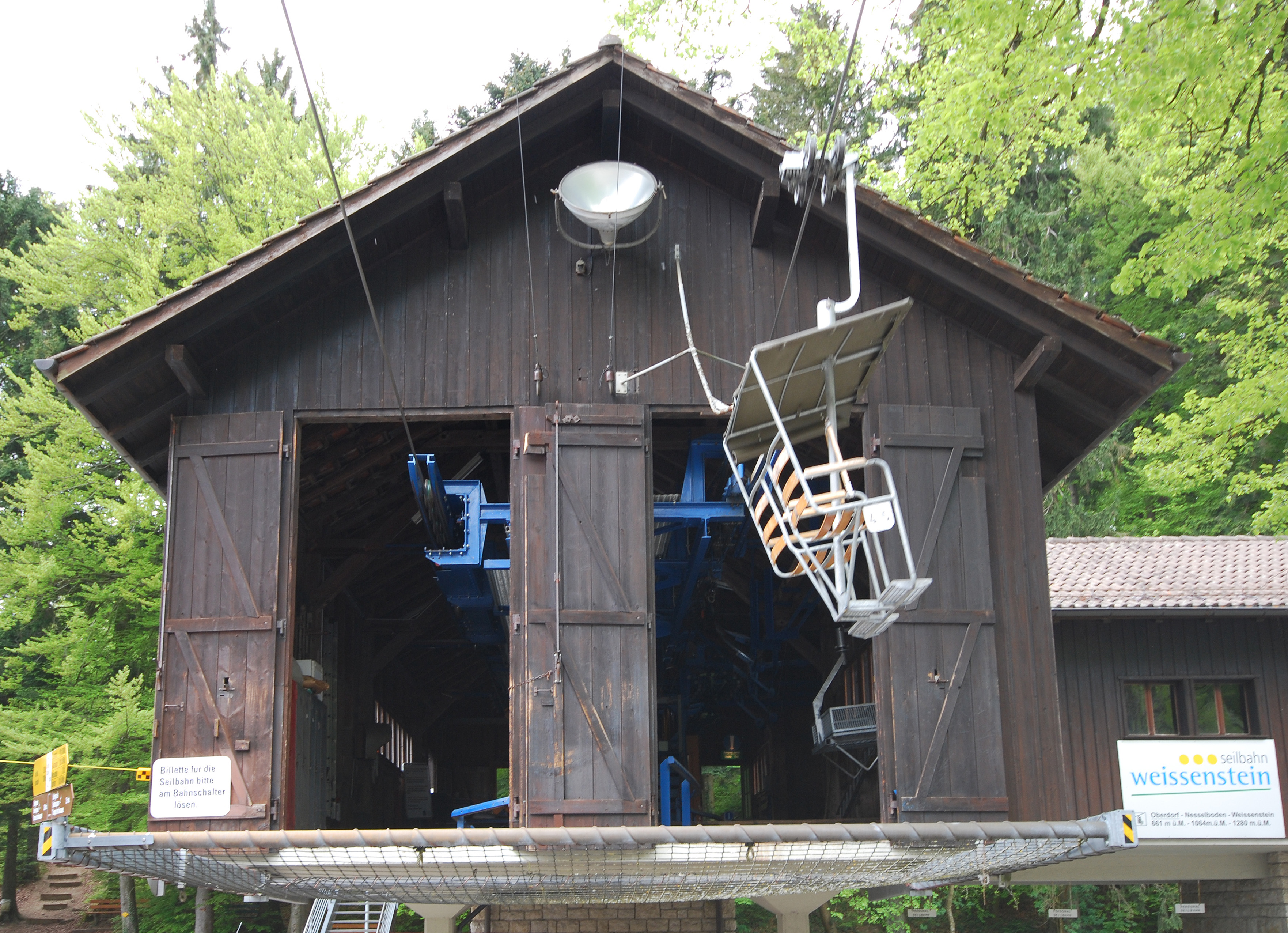
Siodełko w systemie VR101

Kolej linowa Weissenstein (niem. Sesselbahn Oberdorf–Weissenstein) – kolej gondolowa (dwuodcinkowa) zlokalizowana na terenie szwajcarskiego kantonu Solura (Solothurn), łącząca Oberdorf ze szczytem Weissensten (1395 m n.p.m., góry Jura).

## Charakterystyka
Kolej została otwarta w 1950 w systemie wyciągu krzesełkowego firmy Von Roll (system VR101 zakładał podróż bokiem do kierunku jazdy). Od 2008 była ostatnim wyciągiem krzesełkowym tego typu na terenie Szwajcarii. W listopadzie 2009 zakończyła działalność, a jesienią 2013 została rozebrana. Ponownie oddana do użytku, jako gondolowa, została w grudniu 2014. Ma następujące parametry:
- stacja dolna na wysokości 664,47 m,
- stacja pośrednia (Nesselboden[1]) na wysokości 1065,19 m,
- stacja górna na wysokości 1281,58 m,
- różnica wysokości – 617,11 m,
- średnie nachylenie – 27,23%,
- maksymalne nachylenie – 76,75%,
- średnica liny – 43 mm,
- prędkość jazdy – 5 m/s,
- przepustowość – 1200 osób na godzinę (pierwotnie – 900),
- pojemność gondoli – 65 osób (pierwotnie – 49),
- czas jazdy – 9,78 minut[2].

## Galeria

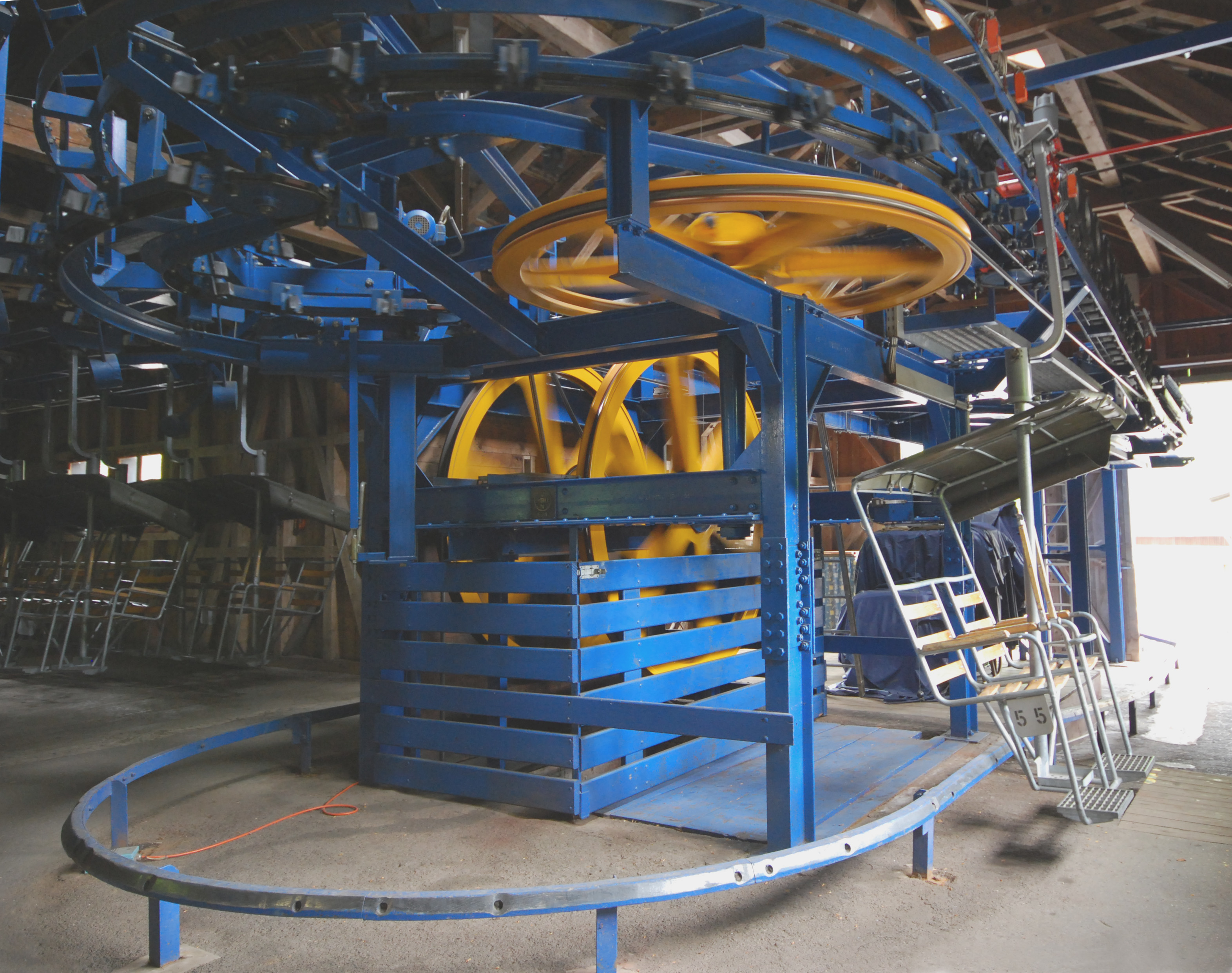
Napęd
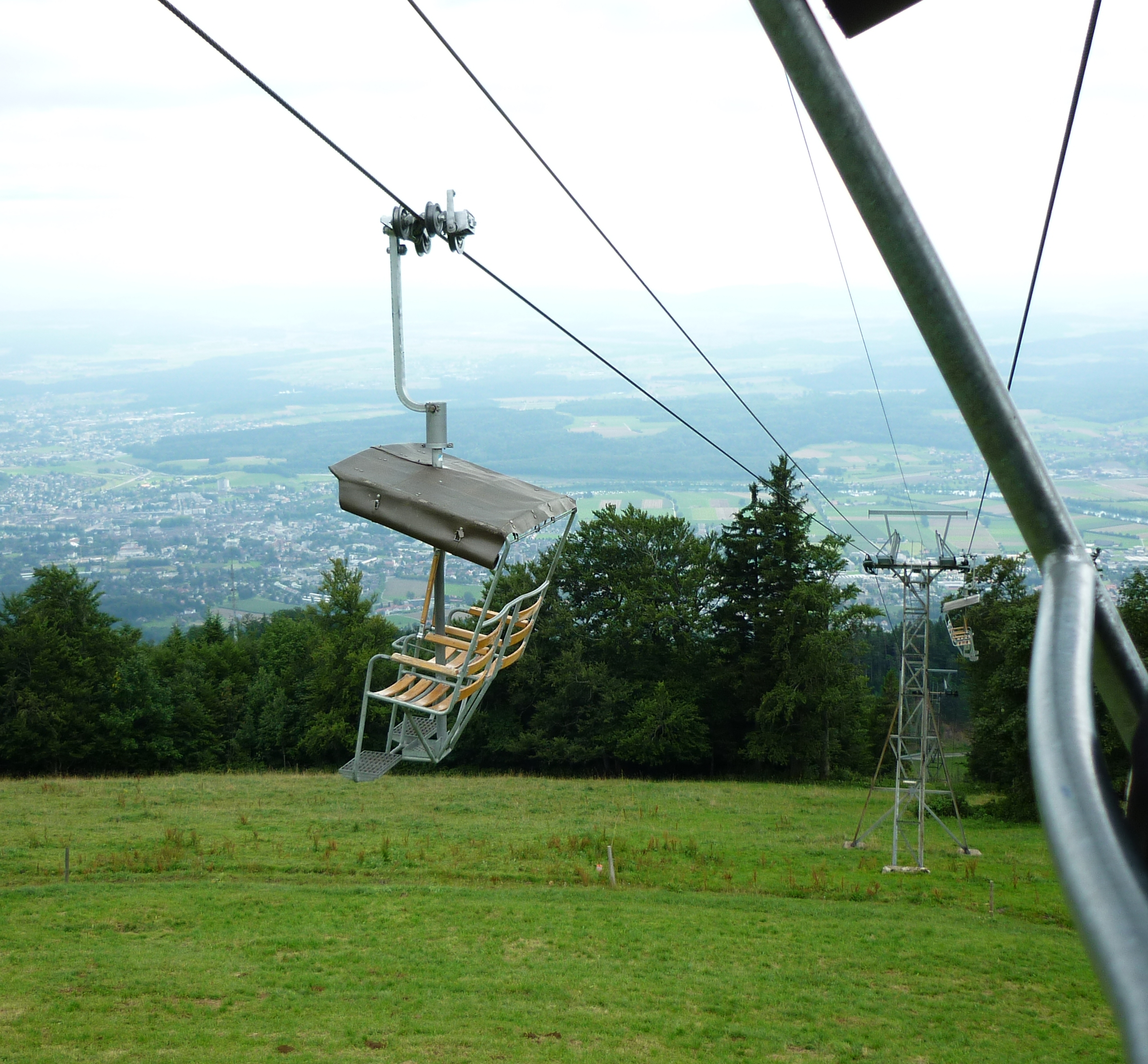
Siodełko
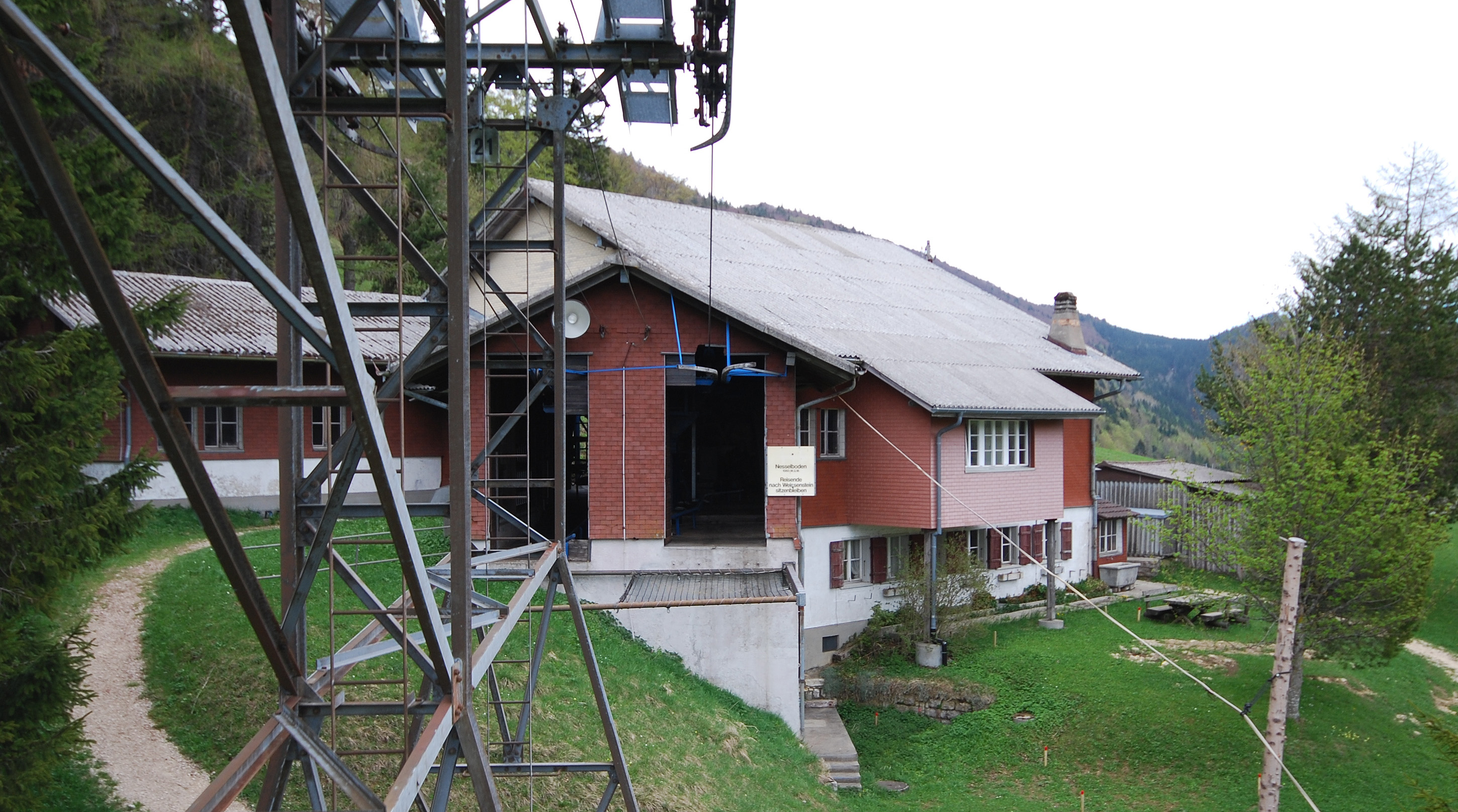
Widok z trasy